# Ignacio Blanco Giner
Ignacio Blanco Giner (Algemesí, 26 de setembre de 1974) és un polític valencià, Síndic-portaveu d'Esquerra Unida del País Valencià (EUPV) a les Corts Valencianes en la VIII Legislatura i candidat a la Presidència de la Generalitat Valenciana per a les eleccions a les Corts de 2015 pel seu partit.

## Biografia
Llicenciat en Ciències Polítiques i Sociologia (1997) per la Universitat de Granada, té també cursos de la llicenciatura en Dret per la UNED i el Màster en Institucions i Polítiques de la Unió Europea (1998) per la Universitat de València.
Va iniciar la seua trajectòria professional en el Centre d'Estudis Polítics i Socials (CEPS), on va treballar com a Director de Projectes entre 1999 i 2000, tenint especial vinculació amb els processos polítics de Veneçuela i l'Equador. Posteriorment va treballar com a tècnic de cooperació al desenvolupament a l'ONG Bombers Sense Fronteres fins que va aprovar una oposició com a tècnic Administració General de la Generalitat Valenciana el 2002. Militant d'Esquerra Unida del País Valencià (EUPV), obté l'acta de diputat a les Corts Valencianes a les eleccions de 2011 per la circumscripció de València. Com a portaveu adjunt del Grup Parlamentari, Blanco encapçala iniciatives d'oposició als presumptes casos de corrupció política que afectaven els governs del PP a la Generalitat com la denúncia dels presumptes tractes de favor de la Generalitat Valenciana a Santiago Calatrava.
El novembre de 2014 Ignacio Blanco guanyà les Primàries d'EUPV per triar la persona candidata a la presidència de la Generalitat davant Marga Sanz, coordinadora general d'EUPV i candidata a les anteriors eleccions de 2011. Blanco liderarà així la llista per la circumscripció de València, mentre que la també diputada Esther López ho farà per Alacant i Jesús Monleón per la de Castelló. Sanz continuà com a Coordinadora General del partit però deixà el lideratge al Grup Parlamentari de les Corts per cedir a Blanco tot el protagonisme institucional.
Finalment, la candidatura Acord Ciutadà va obtenir 106.047 vots, un 4,26% del total, el que va valdre que Esquerra Unida del País Valencià quedara fora del parlament, i Blanco dimitira de tots els càrrecs el 28 de maig de 2015.
A les eleccions de 2019 EUPV formà amb Podem la coalició Unides Podem pel que la formació de Blanco recuperà la representació a les Corts i també s'incorporà al Pacte del Botànic com a força de govern i pel que EUPV dirigeix la conselleria de Participació, Transparència, Cooperació i Qualitat Democràtica amb la coordinadora d'EUPV Rosa Pérez Garijo al capdavant. Ignacio Blanco va formar part de l'equip de la conselleria com a Secretari Autonòmic de Participació i Transparència entre juliol 2019 i gener de 2020.
Al novembre de 2018 va contreure matrimoni amb Esther López Barceló, amb qui mantenia una relació de diversos anys.